# 莊名弼
莊名弼（1625年6月24日—1696年4月13日，天啟五年五月廿日－康熙三十五年三月十二日），原名汝生，字彥公，號抑菴。江南省常州府武進縣（今屬常州市）人，清朝政治人物、詩人。

## 生平
順治十一年（1654年）中式甲午科江南鄉試舉人。
順治十八年（1661年）中式辛丑科第三甲第二百十六名同進士出身。
康熙四年（1665年），授江南省安慶府教授。任內於敬敷書院勤課生童、講貫理學，敦勵師儒以倫常之道、切實之義，課卷匯集評定甲乙，擇優刊印《書院會藝》，力崇正學，鼓舞人才，振發文風。
十六年（1677年），調任國子監助教。康熙二十七年（1688年）間，任戶部河南司郎中。後改禮部祠祭司郎中。誥授奉政大夫。
有詩作〈恭頌皇上駕幸曲阜祀至聖先師孔子〉十章、與徐釚唱和〈雨中莊彥公學博招飲〉。
康熙三十五年（1696年）三月十二日，卒，年七十二歲。

## 家族
莊名弼屬毗陵莊氏第十世。
- 祖父：莊起元（1559年－1633年），萬曆三十八年進士，官至太僕寺少卿。
- 祖母：蔣氏，誥封恭人。蔣天民之女。
- 父：莊應詔（1600年－1676年），崇禎十二年副榜，官至江西瑞州府推官。
- 母：吳氏，誥封恭人。萬曆八年進士江西布政使司參政吳之龍之孫女、監生吳世翼之女。

- 名弼排行第二，另有一兄三弟、四姊妹：
  - 莊有筠（1618年－1685年），順治六年進士，官至山東兗西兵河道按察使司副使。娶錢氏，萬曆三十二年進士南京戶部尚書錢春之孫女、貢生錢䨒之女。
  - 莊胙（1636年－1694年），監生。娶崇禎十三年特用福建布政使司參政章晉錫之女。
  - 莊寅（1638年－1678年），郡庠生。娶天啟四年舉人湖廣布政使司巡按御史劉熙祚之孫女、崇禎十五年舉人劉晉蕃之女。
  - 莊聚生（1664年－1731年）。

### 妻妾
- 正室：吳氏，誥贈宜人。萬曆二十九年進士大理寺少卿吳亮之孫女、崇禎十六年進士吏科給事中吳剛思之女。
- 繼室：黃氏，誥封宜人。
- 側室：潘氏。

### 子女
有二子無女。
- 長子：莊擢（1656年－1721年），繼黃氏出，康熙三十八年舉人，官金壇縣教諭。娶管氏，崇禎元年探花管紹寧曾孫女、庠生管滋琪之女。
- 次子：莊文曜（1687年－1739年），庶潘氏出，邑庠生。娶吳氏，監生吳子安之女。